# 吐根碱
吐根碱是一种抗原虫药和呕吐诱导药物，它提取自吐根树，并以其催吐药性而命名。

## 吐根碱-基于制剂
最早对吐根碱的应用是口服提取自吐根或吐根树根的萃取物，这种萃取物中原本以为只包含了一种生物碱-吐根碱，但后来还发现有吐根酚碱（Cephaeline）、吐根微碱（psychotrine）及其它数种生物碱。虽然这种疗法据说很成功，但萃取物却引起了许多患者的呕吐，从而降低了它的药效。在某些情况下，可通过服用鸦片类药物来减缓恶心症状。 其他减轻恶心的建议主要为在吐根碱表面涂覆药物，让它在胃中消化后释放。

## 抗阿米巴虫
吐根碱被认为是一种治疗阿米巴病（Amoebiasis）的更有效药物，同时，仍利用它来引起恶心，因为它比吐根树根的粗提取物更有效。此外，吐根碱还可以用于皮下注射来引发恶心，但效果不如口服。
虽然它是一种强效的抗原虫剂，但该药物也会影响肌肉收缩，在某些情况下会导致心脏衰竭。因此，在某些用途中，它需要在医生的监护下使用，以便及时处置不良反应。

## 去氢土根碱
去氢土根碱又叫去氢依米丁（Dehydroemetine），是一种合成的抗原虫药，其抗阿米巴虫的特性和结构类似于吐根碱（仅乙基旁的双键不同），但是它产生的副作用较少。

## 吐根酚碱
吐根酚碱又叫头九节因（Cephaeline）也是一种在吐根树根中发现的去甲土根碱。

## 蛋白质合成阻断应用
在实验室中，通过将吐根碱二氢氯化水合物与40S亚基核糖体的结合，以阻止真核细胞中蛋白质的合成。因此，可用于对细胞中蛋白质降解的研究。这种化合物能诱发40S亚基核糖体(S14蛋白)耐吐根碱突变体发生改变，并显示出具有对小穗苎麻素、 异娃儿藤碱和土布洛素的交叉耐药性，而非蛋白质合成的其他抑制体。化合物所诱发突变体所表现出的交叉耐药性，证明了它们与负责生物活性的吐根碱共享共同的决定性结构。

## 生物合成

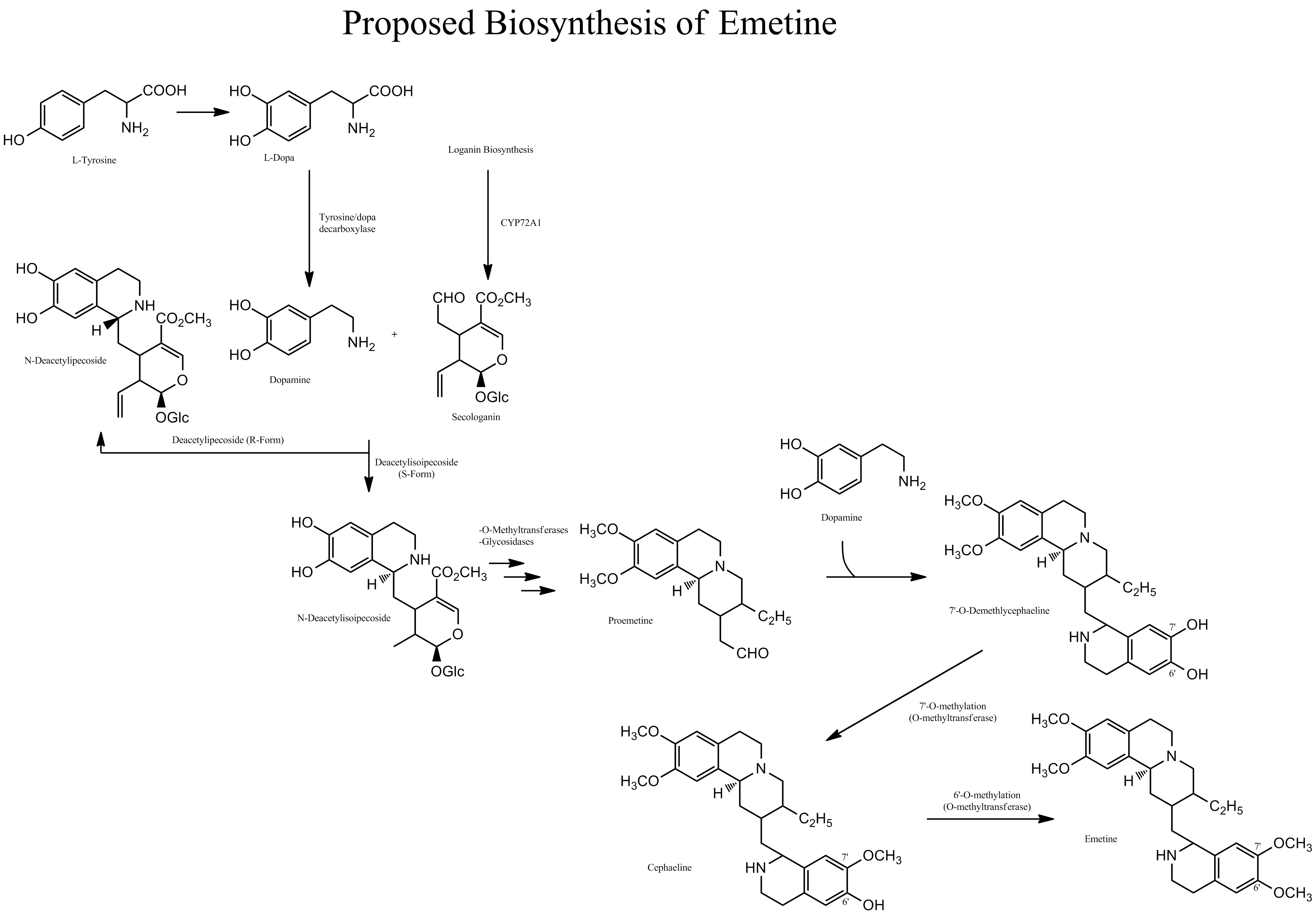
生物合成吐根碱过程

吐根碱、吐根酚碱的生物合成主要来自两种途径：从酪氨酸合成多巴胺和从牻牛儿焦磷酸（geranyl diphosphate）合成断马钱子苷。生物合成开始于多巴胺与断马钱子苷反应构成Desacetylipecoside（R型）和Deacetylisoipecoside（S型），然后通过皮克特－施彭格勒反应反应和后续一系列的O-甲基化，去除葡萄糖形成中间体。接下来，中间体与另外的多巴胺分子反应形成7'-O-甲基吐根酚碱，最终由7'-O-甲基化吐根酚碱制成吐根酚碱；由6'-O-甲基吐根碱制成吐根碱。

## 副作用
重度或过度使用吐根碱可能会引发肌病（myopathy）及心肌症（Cardiomyopathy）的风险。

## 备注
1. ↑  Cushny, Arthur Robertson. . Lea and Febiger, New York. 1918: 438–442.
2. ↑  Jimenez, Antonio; Carrasco, Luis; Vazquez, David. . Biochemistry. 1977-10-01, 16 (21): 4727-4730  [2025-04-12]. ISSN 0006-2960. doi:10.1021/bi00640a030.
3. ↑  Gupta, Radhey S.; Siminovitch, Louis. . Cell. 1977-01-01, 10 (1): 61-66  [2025-04-12]. ISSN 0092-8674. PMID 837444. doi:10.1016/0092-8674(77)90140-4 （英语）.
4. ↑  Rhoads, D D; Roufa, D J. . Molecular and Cellular Biology. 1985-07, 5 (7): 1655-1659  [2025-04-12]. ISSN 0270-7306. PMC 367284 . PMID 3839563. doi:10.1128/MCB.5.7.1655 （英语）.
5. ↑  Gupta, Radhey S.; Siminovitch, Louis. . Biochemistry. 1977-07-12, 16 (14): 3209-3214  [2025-04-12]. ISSN 0006-2960. doi:10.1021/bi00633a026.
6. ↑  Gupta, Radhey S.; Krepinsky, Jiri J.; Siminovitch, Louis. . Molecular Pharmacology. 1980-07-01, 18 (1): 136-143  [2025-04-12]. ISSN 0026-895X. PMID 7412757. doi:10.1016/S0026-895X(25)14208-9 （英语）.
7. ↑  CHEONG, Bo Eng; TAKEMURA, Tomoya; YOSHIMATSU, Kayo; SATO, Fumihiko. . Bioscience, Biotechnology, and Biochemistry. 2011-01-23, 75 (1): 107-113  [2025-04-12]. ISSN 0916-8451. PMID 21228475. doi:10.1271/bbb.100605.
8. ↑  Nomura, Taiji; Kutchan, Toni M. . Journal of Biological Chemistry. 2010-03-05, 285 (10): 7722-7738  [2025-04-12]. ISSN 0021-9258. PMC 2844217 . PMID 20061395. doi:10.1074/jbc.M109.086157 （英语）.